# The Flight Attendant
The Flight Attendant ist eine US-amerikanische Dramedy-Serie basierend auf dem gleichnamigen Roman von Chris Bohjalian aus dem Jahr 2018. Kaley Cuoco ist in der titelgebenden Hauptrolle als Flugbegleiterin Cassie Bowden zu sehen, die in einen Mordfall verwickelt wird. 
Die Serie hatte am 26. November 2020 in den USA auf HBO Max Premiere und ist im deutschsprachigen Raum seit dem 23. April 2021 auf Prime Video verfügbar. Im Dezember 2020 wurde die Serie um eine zweite Staffel verlängert, die von April bis Mai 2022 in den USA und im Juli 2022 in Deutschland ausgestrahlt wurde. Die Serie wurde mehrfach für Auszeichnungen mit dem Golden Globe Award und dem Emmy Award nominiert und nach zwei Staffeln eingestellt.

## Handlung

### Staffel 1
Die feierfreudige Cassie Bowden arbeitet als Flugbegleiterin. Dabei geht die Amerikanerin mitunter flüchtige (auch sexuelle) Bekanntschaften ein und hat seit geraumer Zeit die Kontrolle über ihren Alkoholkonsum verloren.
Auf einem Flug nach Bangkok lernt sie den schwerreichen Passagier Alex Sokolov kennen, mit dem sie die Nacht verbringt. Als sie am nächsten Morgen mit einem Kater erwacht, stellt sie entsetzt fest, dass Sokolov mit aufgeschlitzter Kehle im Bett liegt. Aus Angst vor der Polizei räumt sie den Tatort auf und reist mit den anderen Flugbegleitern ab.
In New York wird sie von FBI-Agenten zu ihrem Aufenthalt in Bangkok befragt. Immer noch unfähig, sich vollständig an die Nacht zu erinnern und von plötzlichen Flashbacks und Halluzinationen heimgesucht, versucht sie auf eigene Faust herauszufinden, wer der Mörder ist.

## Besetzung und Synchronisation
Die deutschsprachige Synchronisation entstand unter der Dialogregie von Gerrit Schmidt-Foß durch die Splendid Synchron in Berlin.
| Rolle                     | Schauspieler                 | Hauptrolle (Episoden) | Nebenrolle (Episoden)      | Synchronsprecher     |
| ------------------------- | ---------------------------- | --------------------- | -------------------------- | -------------------- |
| Cassandra „Cassie“ Bowden | Kaley Cuoco                  | 1.01–                 |                            | Sonja Spuhl          |
| Cassandra „Cassie“ Bowden | Audrey Grace Marshall (jung) |                       | 1.01–2.02, 2.04, 2.07–2.08 | Hanna Schmidt-Foß    |
| Annie Mouradian           | Zosia Mamet                  | 1.01–                 |                            | Uschi Hugo           |
| Shane Evans               | Griffin Matthews             | 1.01–                 |                            | Jeremias Koschorz    |
| Megan Briscoe             | Rosie Perez                  | 1.01–                 |                            | Martina Treger       |
| Davey Bowden              | T. R. Knight                 | 1.01–1.08             | 2.02–2.03, 2.06, 2.08      | Gerrit Schmidt-Foß   |
| Davey Bowden              | Owen Asztalos (jung)         |                       | 1.03–1.06                  | Jonas Schmidt-Foß    |
| Miranda Croft             | Michelle Gomez               | 1.01–1.08             | 2.04                       | Bianca Krahl         |
| Buckley Ware / Feliks     | Colin Woodell                | 1.01–1.08             | 2.08                       | Marcel Collé         |
| Alexander „Alex“ Sokolov  | Michiel Huisman              | 1.01–1.08             |                            | Karlo Hackenberger   |
| Kim Hammond               | Merle Dandridge              | 1.01–1.08             |                            | Alexandra Wilcke     |
| Van White                 | Nolan Gerard Funk            | 1.01–1.08             |                            | Amadeus Strobl       |
| Max Park                  | Deniz Akdeniz                | 2.01–                 | 1.03–1.05, 1.07            | Tim Knauer           |
| Benjamin Berry            | Mo McRae                     | 2.01–2.08             |                            | Johannes Raspe       |
| Dot Karlson               | Cheryl Hines                 | 2.01–2.08             |                            | Katrin Zimmermann    |
| Gabrielle Diaz            | Callie Hernandez             | 2.01–2.08             |                            | Gabrielle Pietermann |
| Esteban Diaz              | Joseph Julian Soria          | 2.01–2.08             |                            | Tim Sander           |

## Episodenliste

### Staffel 1
Die erste Staffel der Serie wurde ab dem 26. November 2020 in den USA wöchentlich auf HBO Max ausgestrahlt und war im deutschsprachigen Raum ab dem 23. April 2021 auf Prime Video verfügbar.
| Nr. (ges.) | Nr. (St.) | Deutscher Titel                   | Originaltitel         | Erstveröffentlichung USA | Deutschsprachige Erstveröffentlichung (D/A) | Regie           | Drehbuch                                |
| ---------- | --------- | --------------------------------- | --------------------- | ------------------------ | ------------------------------------------- | --------------- | --------------------------------------- |
| 1          | 1         | Flirt mit Folgen                  | In Case of Emergency  | 26. Nov. 2020            | 23. Apr. 2021                               | Susanna Fogel   | Steve Yockey                            |
| 2          | 2         | Der Hase, der dran glauben musste | Rabbits               | 26. Nov. 2020            | 23. Apr. 2021                               | Susanna Fogel   | Steve Yockey                            |
| 3          | 3         | Die Gedenkfeier                   | Funeralia             | 26. Nov. 2020            | 23. Apr. 2021                               | Tom Vaughan     | Kara Lee Corthron & Ryan Jennifer Jones |
| 4          | 4         | Verschwörungstheorien             | Conspiracy Theories   | 3. Dez. 2020             | 23. Apr. 2021                               | John Strickland | Ian Weinreich                           |
| 5          | 5         | In fremden Häusern                | Other People’s Houses | 3. Dez. 2020             | 23. Apr. 2021                               | Glen Winter     | Ticona S. Joy                           |
| 6          | 6         | Nach der Dunkelheit               | After Dark            | 10. Dez. 2020            | 23. Apr. 2021                               | Batan Silva     | Jess Meyer                              |
| 7          | 7         | Hitchcock Double                  | Hitchcock Double      | 10. Dez. 2020            | 23. Apr. 2021                               | Marcos Siega    | Meredith Lavender & Marcie Ulin         |
| 8          | 8         | Jagd auf den Killer               | Arrivals & Departures | 17. Dez. 2020            | 23. Apr. 2021                               | Marcos Siega    | Steve Yockey                            |

### Staffel 2
Die zweite Staffel der Serie wurde ab dem 21. April 2022 in den USA wöchentlich auf HBO Max ausgestrahlt und war im deutschsprachigen Raum ab dem 30. Juli 2022 auf Prime Video verfügbar.
| Nr. (ges.) | Nr. (St.) | Deutscher Titel                   | Originaltitel                                                    | Erstveröffentlichung USA | Deutschsprachige Erstveröffentlichung (D/A) | Regie          | Drehbuch                             |
| ---------- | --------- | --------------------------------- | ---------------------------------------------------------------- | ------------------------ | ------------------------------------------- | -------------- | ------------------------------------ |
| 9          | 1         | Cassie 2.0                        | Seeing Double                                                    | 21. Apr. 2022            | 30. Juli 2022                               | Silver Tree    | Steve Yockey                         |
| 10         | 2         | Grace                             | Mushrooms, Tasers, and Bears, Oh My!                             | 21. Apr. 2022            | 30. Juli 2022                               | Silver Tree    | Elizabeth Benjamin & Jess Meyer      |
| 11         | 3         | Trouble in Reykjavik              | The Reykjavik Ice Sculpture Festival Is Lovely This Time of Year | 28. Apr. 2022            | 30. Juli 2022                               | Jennifer Phang | Louisa Levy & Ryan Jennifer Jones    |
| 12         | 4         | Die Rettung der Long Island Queen | Blue Sincerely Reunion                                           | 28. Apr. 2022            | 30. Juli 2022                               | Jennifer Phang | Natalie Chaidez & Haruna Lee         |
| 13         | 5         | Geht Cassie unter?                | Drowning Women                                                   | 5. Mai 2022              | 30. Juli 2022                               | Pete Chatmon   | Liz Sagal & Steve Yockey             |
| 14         | 6         | Der Neuanfangs-Trip               | Brothers & Sisters                                               | 12. Mai 2022             | 30. Juli 2022                               | Silver Tree    | Ian Weinreich & Kristin Layne Tucker |
| 15         | 7         | Nervenkitzel                      | No Exit                                                          | 19. Mai 2022             | 30. Juli 2022                               | Silver Tree    | Jess Meyer                           |
| 16         | 8         | Mehr als nur ein Showdown         | Backwards and Forwards                                           | 26. Mai 2022             | 30. Juli 2022                               | Silver Tree    | Steve Yockey                         |

## Rezeption

### Kritiken
Die erste Staffel von The Flight Attendant hält derzeit auf der Website Rotten Tomatoes eine Bewertung von 97 Prozent, basierend auf 72 englischsprachigen Kritiken und einer Durchschnittswertung von 7,4 von 10 Punkten.
Oliver Armknecht vergibt auf film-rezensionen.de 7 von 10 Punkten und beschreibt die Serie als eine Mischung aus Komödie, Thriller und Drama, bei der die Grenzen zwischen Gegenwart und Vergangenheit, Realität und Vorstellung aufgehoben würden. Das sei stark gespielt, unterhaltsam und gehe an manchen Stellen zu Herzen.

## Auszeichnungen

### Golden Globe Award
- 2021: Nominierung als Beste Serie – Komödie oder Musical
- 2021: Nominierung als Beste Serien – Hauptdarstellerin – Komödie oder Musical (Kaley Cuoco)
- 2023: Nominierung als Beste Serien – Hauptdarstellerin – Komödie oder Musical (Kaley Cuoco)

### Emmy Award
- 2021: Nominierung als Beste Comedyserie
- 2021: Nominierung als Beste Hauptdarstellerin – Comedyserie (Kaley Cuoco)
- 2022: Nominierung als Beste Hauptdarstellerin – Comedyserie (Kaley Cuoco)